# Evdokia Gretchichnikova
Evdokia Gretchichnikova, née le 9 décembre 1982 est une athlète russe.

## Palmarès
| Discipline/Année                         | 2001 | 2002 | 2003 | 2004 | 2005 | 2006 | 2007 | 2008 | 2009 | 2010 | 2011 | 2012 |
| ---------------------------------------- | ---- | ---- | ---- | ---- | ---- | ---- | ---- | ---- | ---- | ---- | ---- | ---- |
| Jeux olympiques Individuel               | -    | -    | -    | -    | -    | -    | -    | 25   | -    | -    | -    | 35   |
| Championnats du monde seniors Individuel | -    | -    | -    | -    | -    | -    | 28   | 27   | 4    | 10   | 4    | -    |
| Championnats du monde seniors Équipe     | 3    | 3    | -    | -    | 1    | -    | 3    | -    | -    | -    | 3    | -    |
| Championnats du monde seniors Relais     | -    | -    | -    | -    | -    | -    | 12   | -    | -    | 1    | 2    | -    |
| Coupe du monde seniors Individuel        | -    | -    | -    | -    | -    | -    | -    | -    | -    | 7    | -    | -    |
| Championnats d'Europe seniors Individuel | -    | -    | -    | -    | -    | -    | 1    | 4    | 3    | 4    | 10   | 10   |
| Championnats d'Europe seniors Équipe     | -    | -    | -    | 1    | 1    | -    | -    | 3    | 2    | -    | -    | 1    |
| Championnats d'Europe seniors Relais     | -    | -    | -    | 1    | -    | -    | -    | 3    | 2    | -    | -    | -    |

Ce palmarès n'est pas complet